# Mackevision
Mackevision ist ein auf Computer Generated Imagery (CGI) und visuelle Effekte (VFX) spezialisiertes Unternehmen mit Sitz in Stuttgart, Deutschland. Es wurde 1994 gegründet und besitzt weltweit 13 Standorte. Seit 2018 ist Mackevision Teil von Accenture Interactive.

## Entwicklung
Mackevision wurde 1994 gegründet. Als Agentur gestartet, ist das Unternehmen inzwischen Komplettanbieter von Dienstleistungen, Produkten und Lösungen im Bereich Datenmanagement, CGI, Realtime Computer Grafik und VFX. Weitere Standorte betreibt das Unternehmen unter anderem in München (Gründung 2000), Detroit (Gründung 2007), Hamburg (Gründung 2012), Seoul (Gründung 2014) und Peking (Gründung 2015).

## Portfolio
Mackevision produziert 3D-Visualisierungen, Animationen und visuelle Effekte (VFX) für Bilder, Filme und interaktive Anwendungen. Darüber hinaus entwickelt Mackevision Technologielösungen zur Bilderzeugung und begleitet den gesamten CGI-Prozess von der Datenaufbereitung bis zur kreativen Umsetzung für alle Medien. Wesentliche Anwendungsbereiche sind CGI-Produktionen für Print, Film und VFX sowie interaktive Anwendungen wie Web-Konfiguratoren.

## Filmografie
Fernsehserien
- seit 2014: Game of Thrones[6]
- 2016: The Shannara Chronicles[7]
- seit 2018: Lost in Space – Verschollen zwischen fremden Welten

Kinofilme
- 2014: The Cut
- 2015: Elser – Er hätte die Welt verändert
- 2016: Independence Day – Die Wiederkehr
- 2018: Jim Knopf und Lukas der Lokomotivführer

Fernsehfilme
- 2015: Starfighter (RTL)
- 2016: Gotthard (SRF/ZDF/ORF/RSI/RTS).

## Auszeichnungen
Mackevision konnte im Bereich Visual Effects unter anderem den VES Award sowie den Emmy Award entgegennehmen. Im Automotive-Sektor wurden unter anderem Projekte mit dem Automotive Brand Contest sowie Annual Multimedia Award ausgezeichnet.